# A Német Birodalom himnusza
A volt német birodalmi himnusz (kezdőszavai alapján a Heil dir im Siegerkranz) az Német Császárság császári himnusza 1871-től 1918-as megszűntéig, valamint 1795 óta a Porosz Királyság himnusza volt. 
A himnusz szövegének alapja Heinrich Harries német költő egy 1790-ben keletkezett verse, melyet VII. Keresztély dán király születésnapjára írt. A vers német viszonyokra történő átiratát  Balthasar Gerhard Schumacher szerzete és jelentette meg 1793-ban. A himnusz dallama az angol himnuszéhoz hasonló. 
A művet először 1795-ben énekelték, miután II. Frigyes Vilmos porosz király hazatért a franciák ellen folytatott hadjáratból. A himnusz később az 1871-ben megalakult Német Császárság idején a császárt dicsőítő dallá vált. (habár a Die Wacht am Rhein dal mellett az állam nem hivatalos himnuszai voltak, mert több német tartományban nem váltak népszerűvé)
A himnuszt az I. világháború befejeztét követően elhagyták. A weimari köztársaság kezdeti időszakában, 1922-ben Friedrich Ebert elnök egy proklamációban hirdette ki, hogy a Das Lied der Deutschen dallam vált az ország hivatalos himnuszává.

## Szövege
Heil dir im Siegerkranz,

Herrscher des Vaterlands!

Heil, Kaiser, dir!
𝄆 Fühl in des Thrones Glanz

Die hohe Wonne ganz,

Liebling des Volks zu sein!

Heil Kaiser, dir! 𝄇
Nicht Roß, nicht Reisige

Sichern die steile Höh’,

Wo Fürsten stehn:
𝄆 Liebe des Vaterlands,

Liebe des freien Manns

Gründen den Herrschers Thron

Wie Fels im Meer. 𝄇
Heilige Flamme, glüh',

Glüh' und erlösche nie

Für's Vaterland!
𝄆 Wir alle stehen dann

Mutig für einen Mann,

Kämpfen und bluten gern

Für Thron und Reich! 𝄇
Handlung und Wissenschaft

Hebe mit Mut und Kraft

Ihr Haupt empor!
𝄆 Krieger und Heldenthat

Finde ihr Lorbeerblatt

Treu aufgehoben dort,

An deinem Thron! 𝄇
Sei, Kaiser Wilhelm, hier

Lang deines Volkes Zier,

Der Menschheit Stolz!
𝄆 Fühl in des Thrones Glanz,

Die hohe Wonne ganz,

Liebling des Volks zu sein!

Heil, Kaiser, dir! 𝄇

## Fordítás
Ez a szócikk részben vagy egészben  a   Heil dir im Siegerkranz című angol Wikipédia-szócikk fordításán alapul.  Az eredeti cikk szerkesztőit annak laptörténete sorolja fel. Ez a jelzés csupán a megfogalmazás eredetét és a szerzői jogokat jelzi, nem szolgál a cikkben szereplő információk forrásmegjelöléseként.